# SIG P210
La SIG P210 (denominado Pistole 49 por el Ejército suizo, y el modelo civil se conocía como SP47/8 antes de 1957) es una pistola semiautomática de carga automática con cierre de recámara diseñada y fabricada en Neuhausen am Rheinfall (Suiza) por SIG desde 1948 hasta 2006.
La pistola está fabricada completamente en acero y tiene capacidad para cartuchos Parabellum de 9×19 mm y 7.65×21 mm. Fue utilizada por el ejército y la policía suiza desde 1949 hasta 1975. También fue adoptada por el ejército de Dinamarca en 1949 (como M/49 Neuhausen o simplemente Neuhausen) y reemplazada por la SIG P320 en 2019. Además, fue utilizada por la Policía Federal alemana en 1951. Se utiliza para tiro deportivo.
El Ejército Suizo retiró las pistolas P210 del servicio y las reemplazó con la SIG Sauer P220 (denominada Pistole 75 por el ejército suizo) desarrollada en 1975. Sin embargo, la producción suiza de la P210 continuó hasta 2006. En 2010, SIG Sauer GMBH de Alemania introdujo un nuevo modelo, la P210 Legend, y en 2017, SIG Sauer Inc. de New Hampshire en Estados Unidos introdujo la P210A.
En 2022, Sig Sauer finalmente lanzó la P210 Carry, originalmente presentada en la feria Shot Show de Las Vegas, Nevada, en 2010. La P210 Carry es una pistola con calibre 9x19 Parabellum y una capacidad de 8+1 cartuchos. Es más ligera y pequeña que la P210 original, con un armazón de aleación y un cañón de 4.1 pulgadas en comparación con las 4.7 pulgadas del modelo original. También se diferencia por nuevas incorporaciones como las ranuras dentadas en la parte delantera de la corredera, el acabado Nitron y las empuñaduras negras Hogue G10, que le dan un aspecto más agresivo y moderno.

## Historia

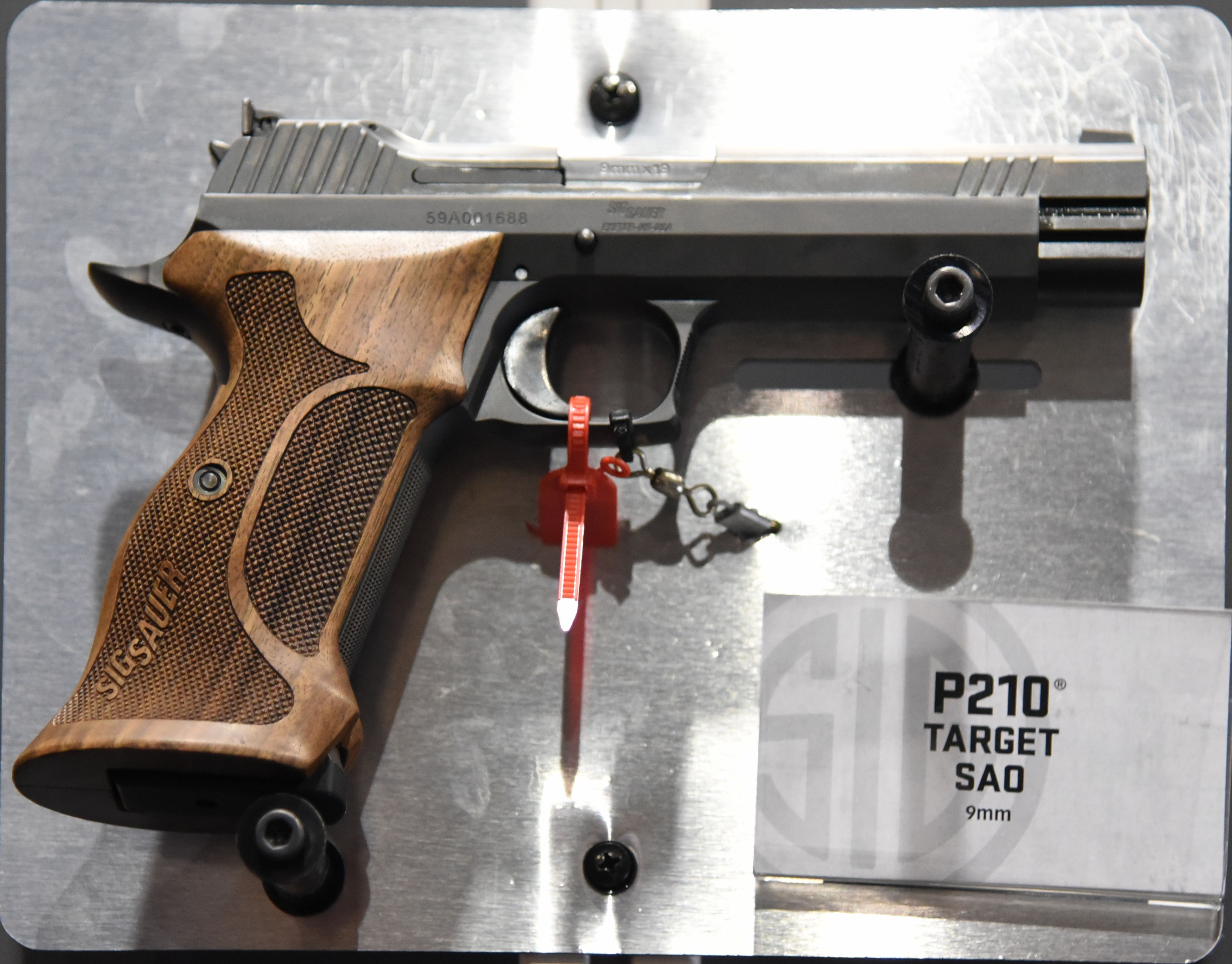
Modelo Sig Sauer P210 fotografiado en el Great American Outdoor Show de Harrisburg, en Pensilvania, EE. UU.

El diseño de la P210 se basó en la pistola Modèle 1935A de Charles Petter. En 1937, la Schweizerische Industrie Gesellschaft (SIG) adquirió una licencia para el sistema Petter-Browning de SACM con el objetivo de desarrollar un reemplazo para la Luger Parabellum 06/29, que había estado en servicio desde 1900. Aparentemente, no cumplía con las expectativas del diseño Petter Browning o los cambios que le habían implementado, SIG evaluó no menos de 11 prototipos entre 1942 y 1944.
La producción de la pistola Selbstladepistole Neuhausen modelo 44/16 comenzó en 1944. Se conservaron algunas de las características originales de Petter Browning, específicamente el sistema de disparo y retroceso autónomos. La Neuhausen 44/16 tenía una capacidad del cargador para 16 cartuchos.
El desarrollo se vio frenado por la Segunda Guerra Mundial. Tras probar diversos modelos experimentales (como el mencionado anteriormente, el 44/16 con cargador de doble columna), el modelo 47/8 fue adoptado en octubre de 1948 como la Pistola Modelo 1949 (P49) para el ejército suizo, y como SP47/8 para el mercado civil. Algunas series previas fueron probadas por tiradores deportivos suecos y por el ejército danés (designada como Pistola M/1949 por la Defensa Danesa).
El modelo 47/8 permitía el fácil cambio de cañones entre 7.65 y 9mm Parabellum. Además, se podía convertir a calibre .22.

### Modelo SIG M/1949
El SIG M/1949 no es un modelo independiente, sino la designación danesa para el modelo 47/8 de la P210. Esta versión fue adquirida por el ejército danés y distribuida a oficiales, policía militar y fuerzas especiales con calibre 9mm Luger.
En Dinamarca, se le suele llamar simplemente «Neuhausen». Este modelo es vendido con «P m/49» y también se conoce como «P210-DK». Se comenzó a emitir a partir de 1950 para el Cuerpo Técnico del Ejército Danés (vendido como «HTK») y se mantuvo como arma estándar en el ejército danés durante 60 años de uso continuo, siendo reemplazada a partir de 2010 por la SIG Sauer P320.
En 1957, la designación civil (SP47/8) se cambió definitivamente a P210 para ajustarse a la política de nombres de la compañía. En retrospectiva, el modelo P210-1 abarcaba todos los modelos fabricados hasta 1965. La designación P210-2 se refiere al modelo estándar producido a partir de 1966.

### Modelos a partir de P210

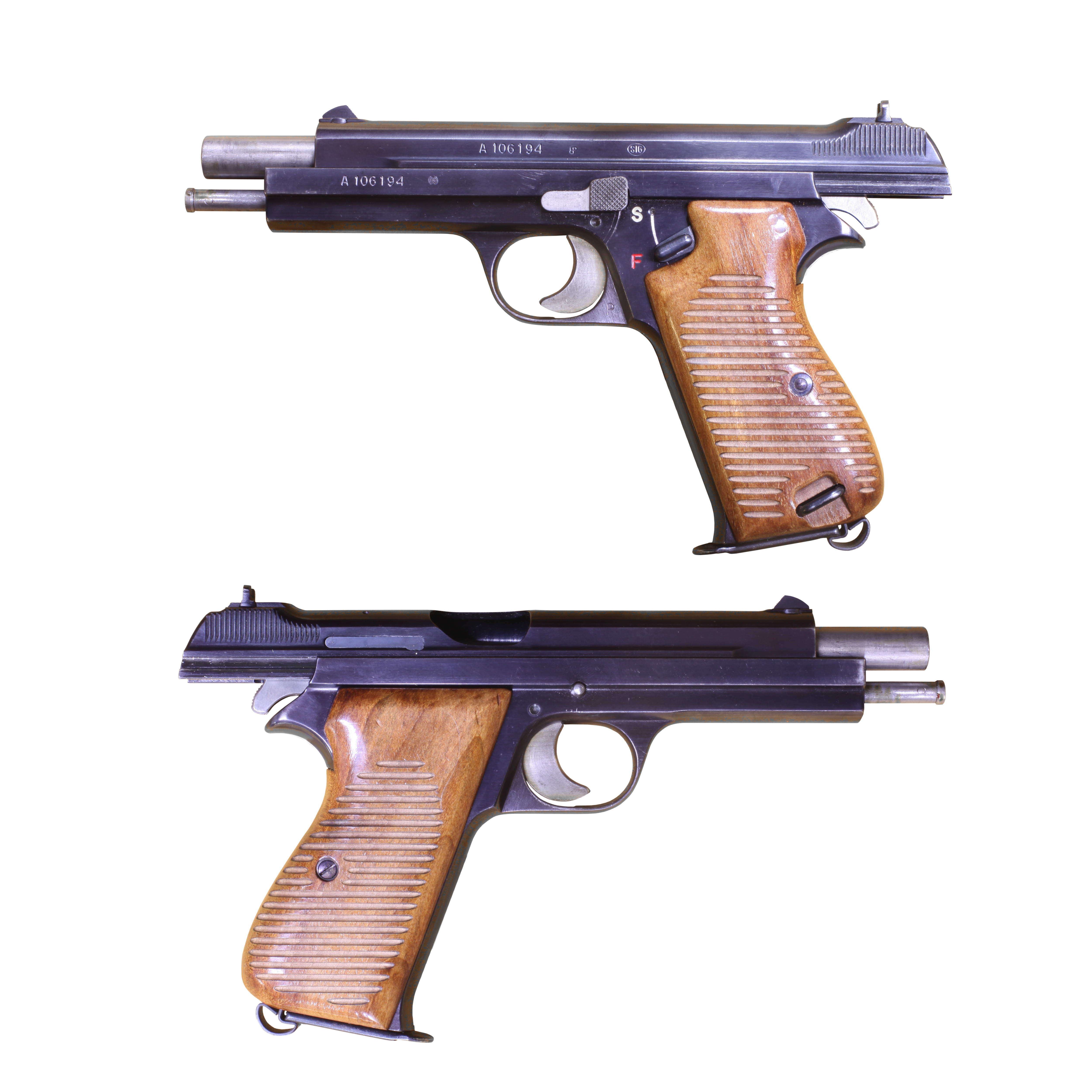
Primera serie del modelo P49 del ejército suizo con la corredera abierta.

El P210-3 fue una versión para la policía producida de 1951 a 1964. Se fabricó en cantidades limitadas para las fuerzas policiales cantonales de Basilea, Lausana y Glarus, y unos pocos ejemplares se vendieron en el mercado privado. El P210-4 fue el modelo hecho para la guardia fronteriza alemana. Los P210-5 y P210-6 fueron modelos civiles para tiro al blanco fabricados en las décadas de 1980 y 1990. El P210-7 fue un modelo de calibre .22lr de percusión anular producido en raras ocasiones en las décadas de 1950 y 1960.
En el año 2000, SIG vendió todas sus divisiones. La división de «Armas Pequeñas» fue adquirida por el Grupo Lüke & Ortmeier y renombrada como SAN Swiss Arms AG. SAN Swiss Arms AG continuó produciendo la P210 para clientes particulares hasta el año 2006.
A partir de 2010, un nuevo modelo, bautizado como P210 Legend, fue fabricado por SIG Sauer GMBH de Eckernförde, Alemania. Este modelo se exportó a Estados Unidos hasta 2017, cuando SIG Sauer comenzó la producción de su propio modelo, denominado P210A, fabricado en Exeter, New Hampshire.

## Galería

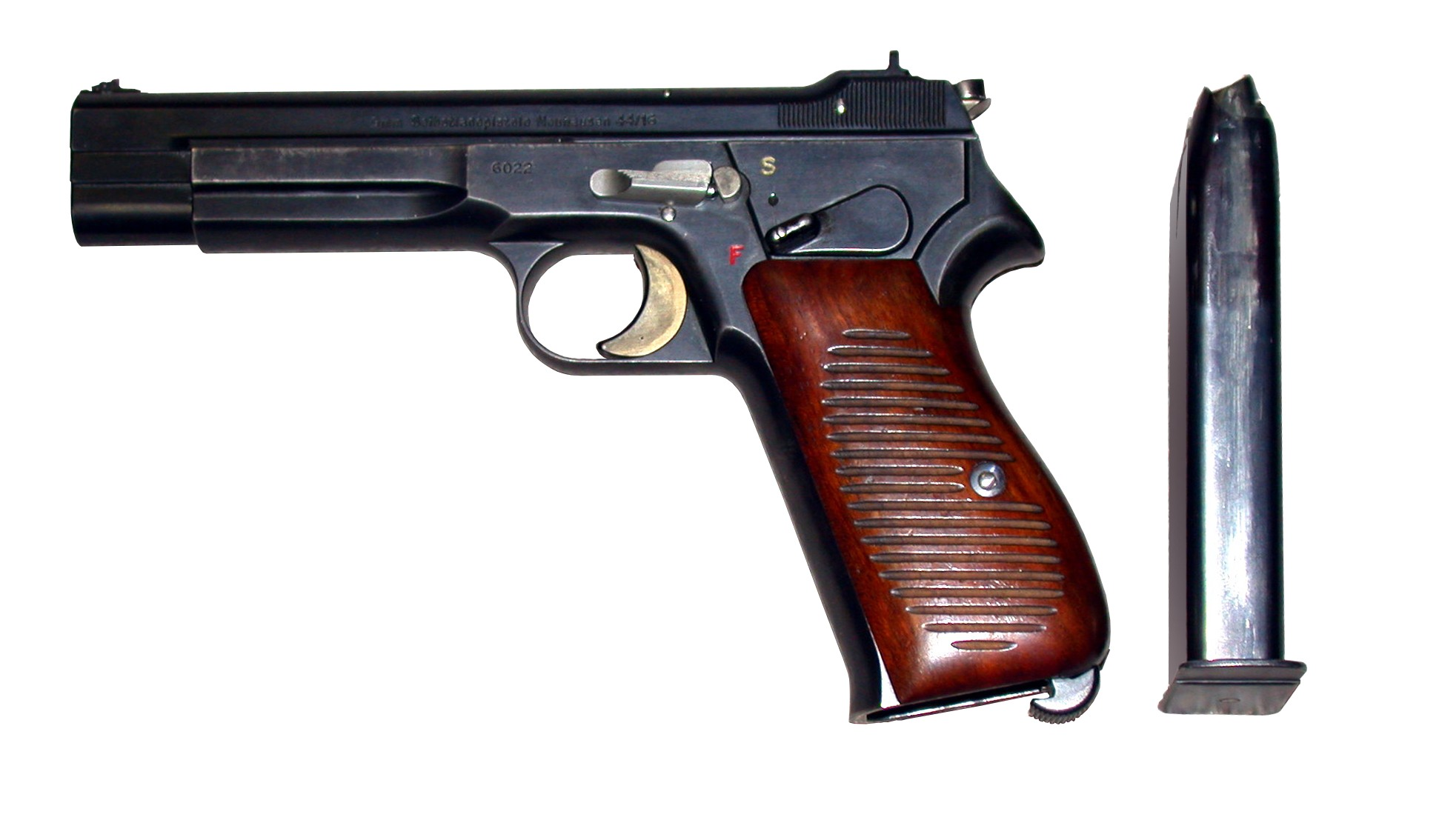
Pistola experimental 44/16 con cargador de doble columna y 16 cartuchos.
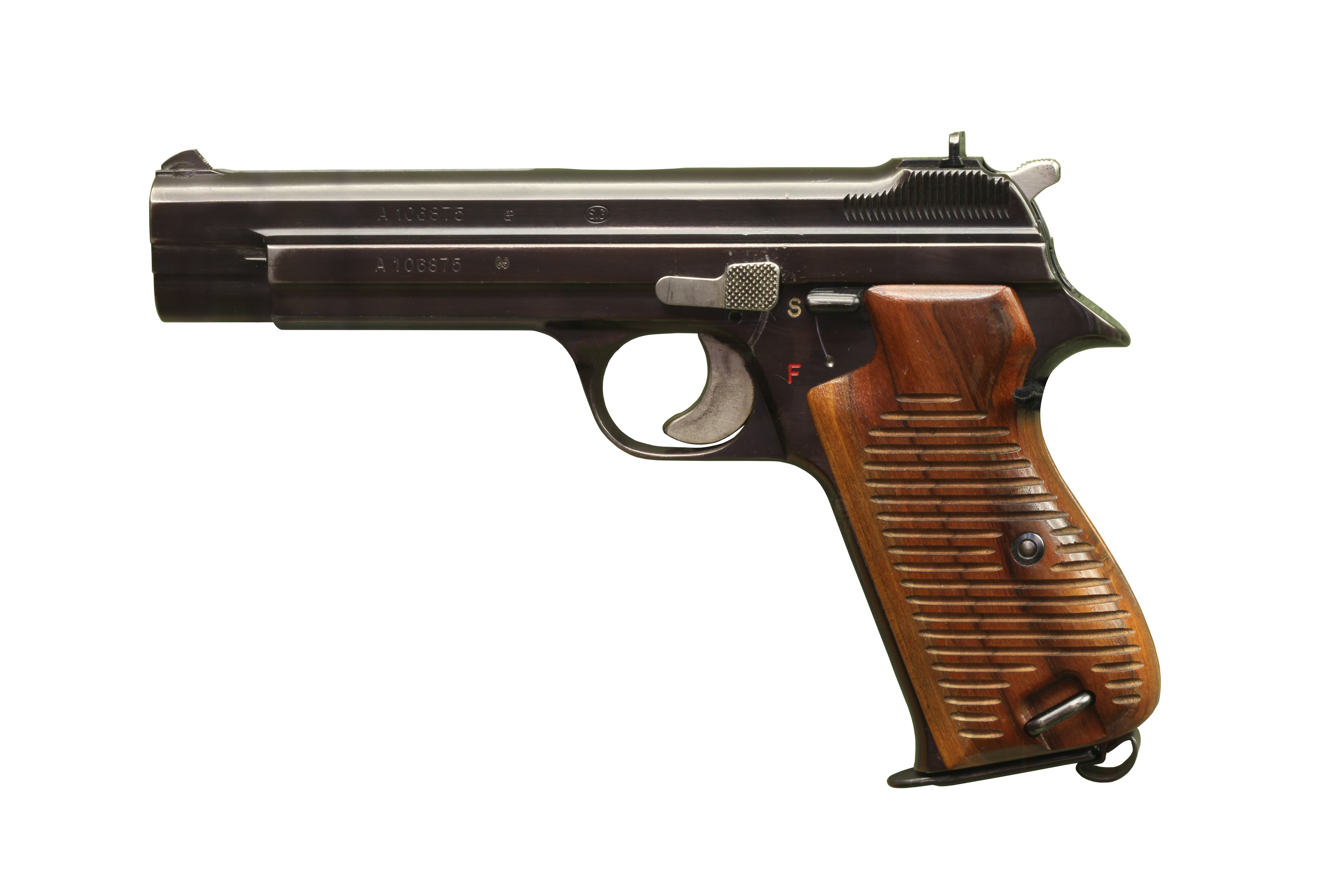
Modelo SIG P210 del Ejército Suizo en su primera serie.
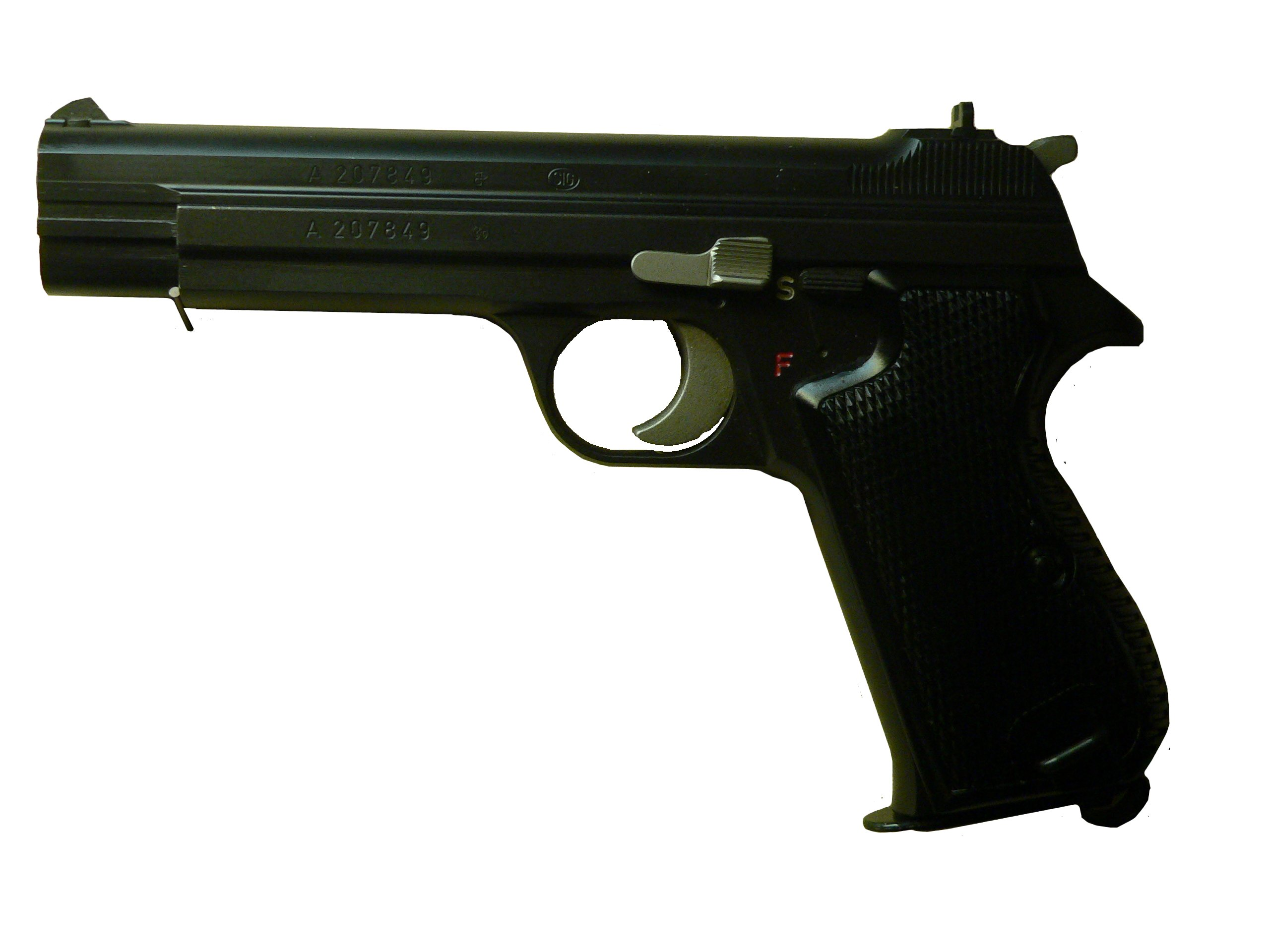
Modelo SIG 210-2 del Ejército Suizo en su segunda serie.
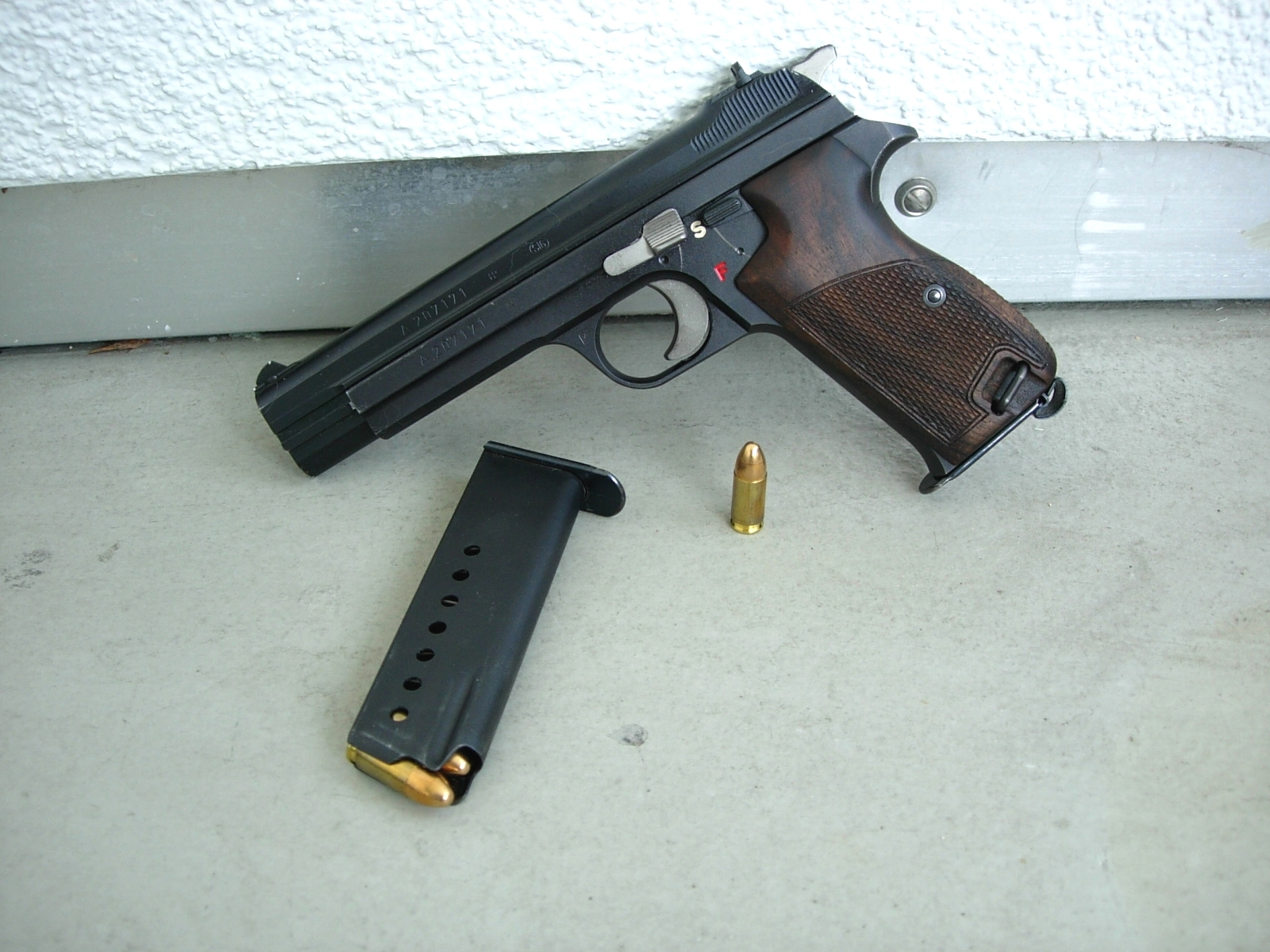
Modelo tardío del SIG P210-2 del ejército suizo (emitido a principios de la década de 1970), marcado con una "P" para indicar propiedad privada.
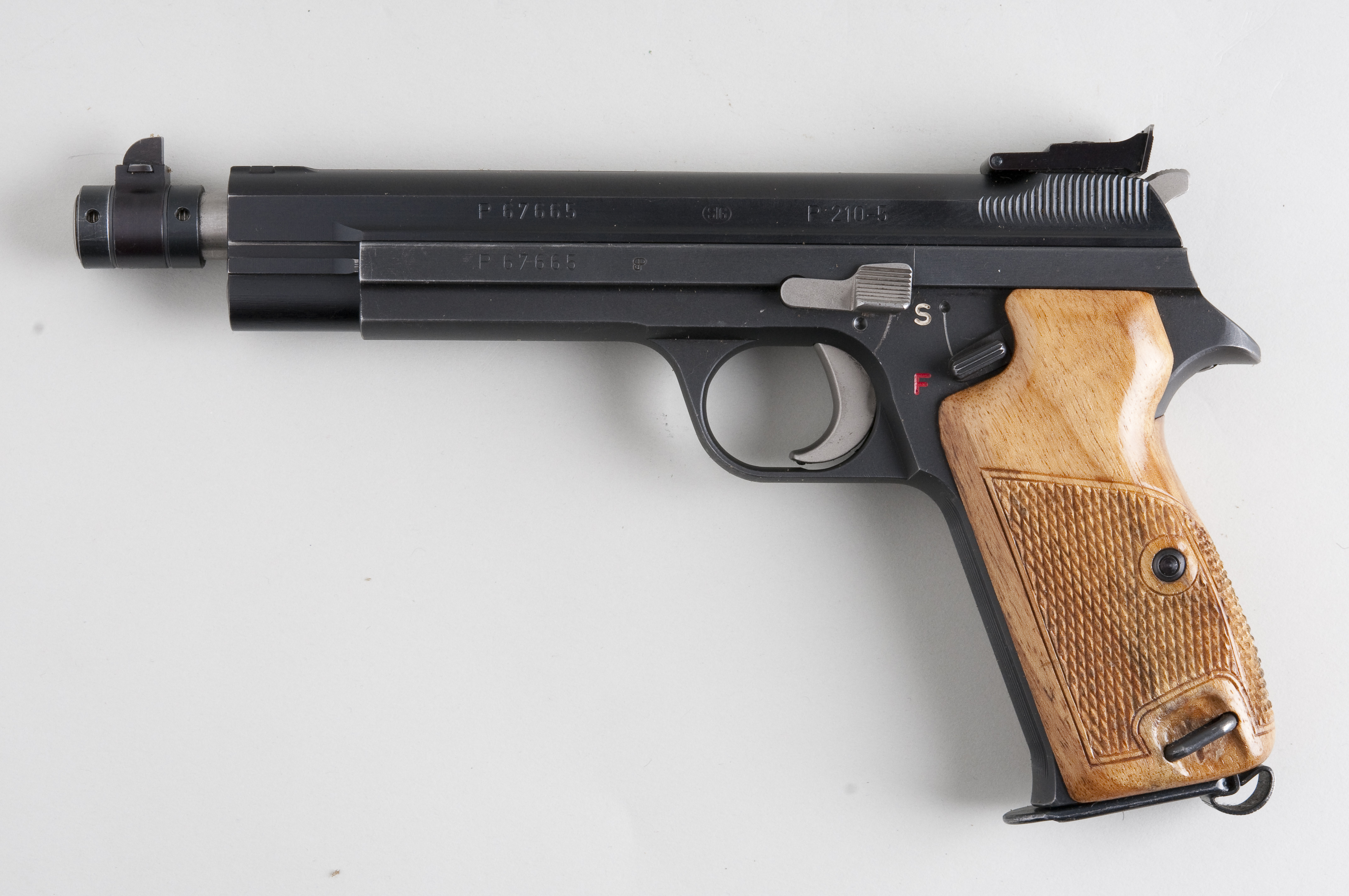
Modelo deportivo P210-5 producido en los 80.
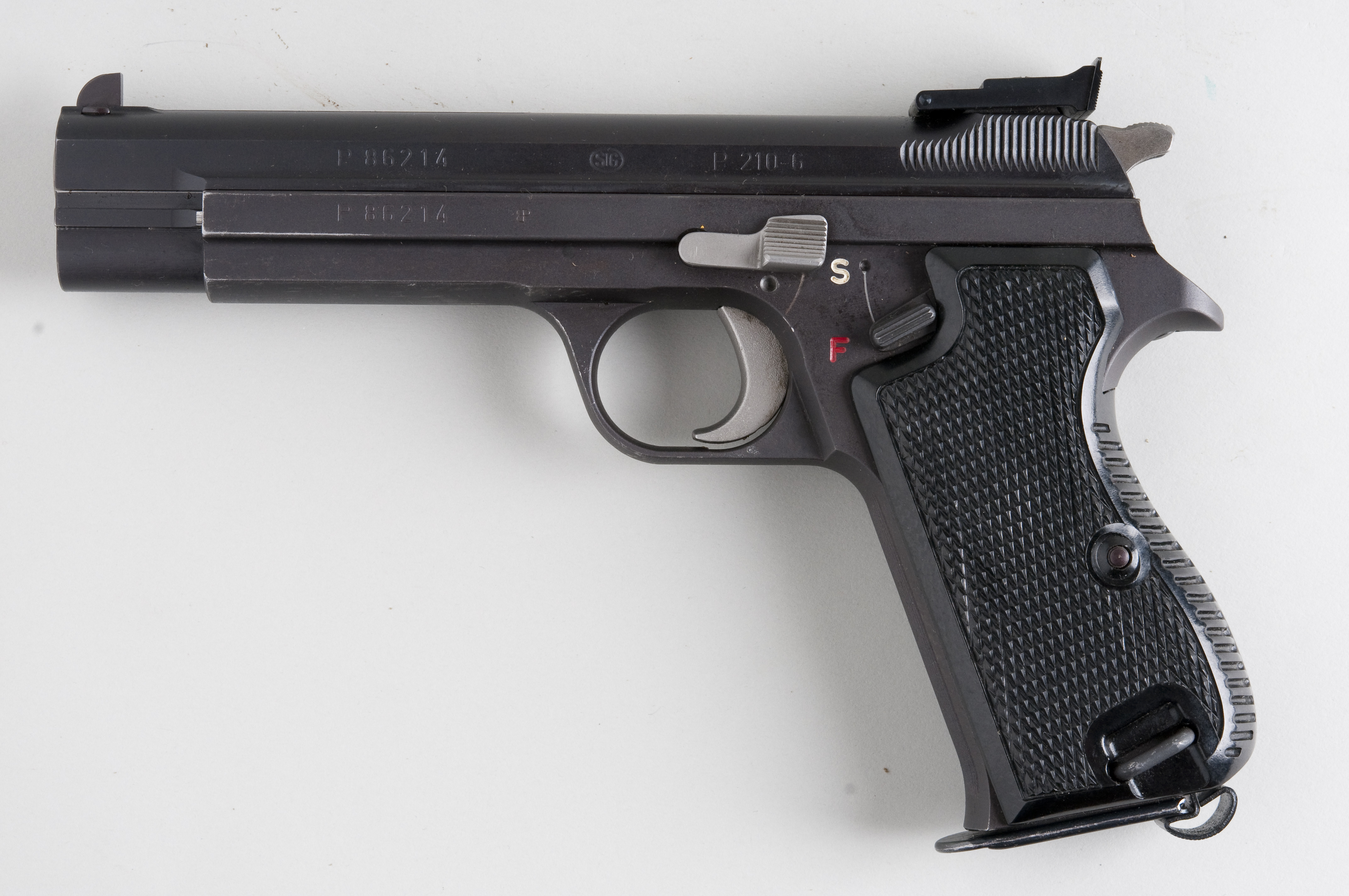
Modelo P210-6 producido durante los 80 y hasta los 90.
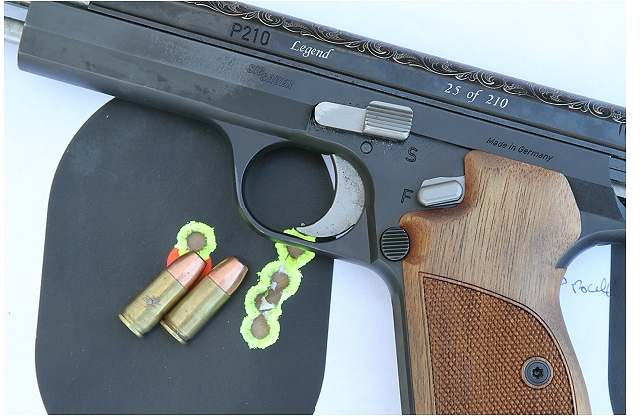
Modelo SIG 210 Legend de 2010.
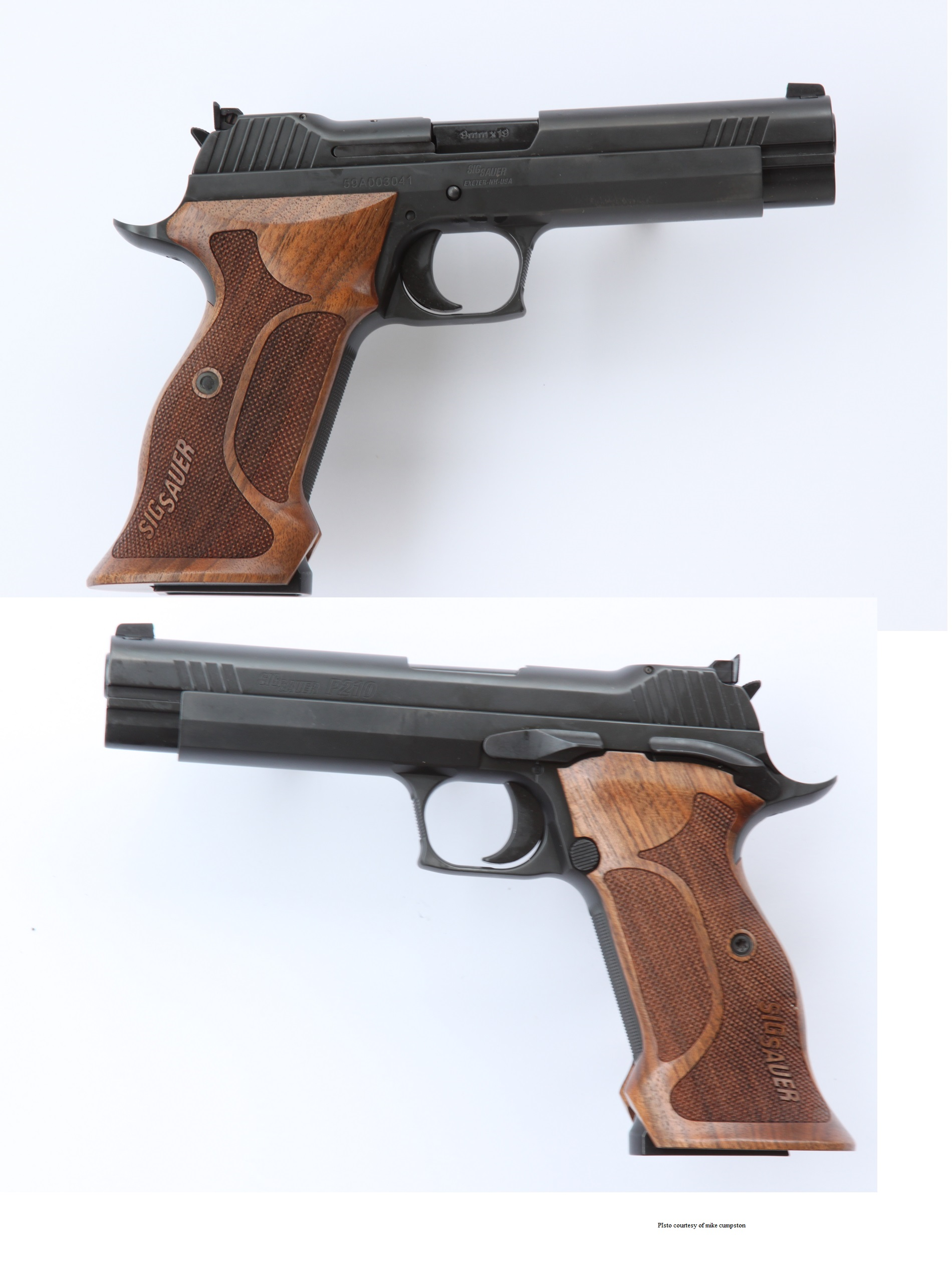
Modelo SIG Sauer P210A de 2017.